# Ярославецький парк
Ярославецький — парк-пам'ятка садово-паркового мистецтва місцевого значення. Закладений наприкінці XVII ст. на площі 19,6 га. Оголошено територією ПЗФ 20.06.1972. Розташований у центральній частині села Ярославець Кролевецького району Сумської області. В насадженнях налічується близько 30 видів дерев і чагарників, серед яких є окремі видові дерева. 